# Landesgartenschau Torgau 2022
Die Landesgartenschau Torgau 2022 war die 9. Landesgartenschau in Sachsen. Sie fand vom 23. April bis zum 9. Oktober 2022 in der sächsischen Kreisstadt Torgau im Landkreis Nordsachsen statt.
Ursprünglich wollten die drei Städte Torgau, Bad Dürrenberg in Sachsen-Anhalt (zwischenzeitlich zweimal verschoben, nun unter Landesgartenschau Bad Dürrenberg 2024 geplant) und Beelitz in Brandenburg (Landesgartenschau Beelitz 2022), in denen 2022 gleichzeitig die jeweilige „Landesgartenschau 2022“ stattfinden, wollten ein „mitteldeutsches Blütendreieck“ bilden. Die eigene Landesgartenschau sollte zur Brücke in die Nachbar-Bundesländer werden.

## Gartenschau-Gelände
Das Gartenschau-Gelände besteht aus den vier Bereichen: Stadtpark „Glacis“ (mit seinen beiden nördlichen Abschnitten), dem „Jungen Garten“, der Eichwiese und dem Konzertplatz. Die beiden Stadtpark-Abschnitte erstrecken sich vom Bahnhof Torgau in östlicher Richtung bis zur Elbe auf einer Entfernung von ca. 1,1 Kilometern. Im Stadtpark befinden sich unter anderem die Eisbahnwiese, der Kranich-Spielplatz, der Ornis-Steg und im Osten das Kunstprojekt „Draußen Zuhause“ und das Kirchenwäldchen. Im Nordosten schließen sich an den Stadtparkbereich der „Junge Garten“ auf einer Fläche von 12.000 Quadratmetern an (u. a. mit EZEL Sport- und Spielpark, Kletterlandschaft, Hauptgastronomie und MDR-Sachsen-Garten). Weiter nördlich des „Jungen Gartens“ findet man die Eichwiese mit den Highlights: Skate-Anlage für Skateboarder, BMXer und Rollstuhlfahrer, das Grüne Klassenzimmer und die Naturbühne. In Richtung Elbe kann man den Tierpark „Torgauer Arche“ besuchen oder hat vom neun Meter hohen Aussichtsturm „Deichgucker“ einen Überblick über die Elbaue. Im Südosten des Laga-Geländes an der Elbe befindet sich der vierte Bereich, der Konzertplatz (u. a. mit einer Veranstaltungsbühne für Auftritte verschiedener Künstler, einer Blumenhalle mit 14-täglich wechselnden Blumenschauen, einem Gärtner-Markt und einem Duft- und Tastgarten).

## Impressionen

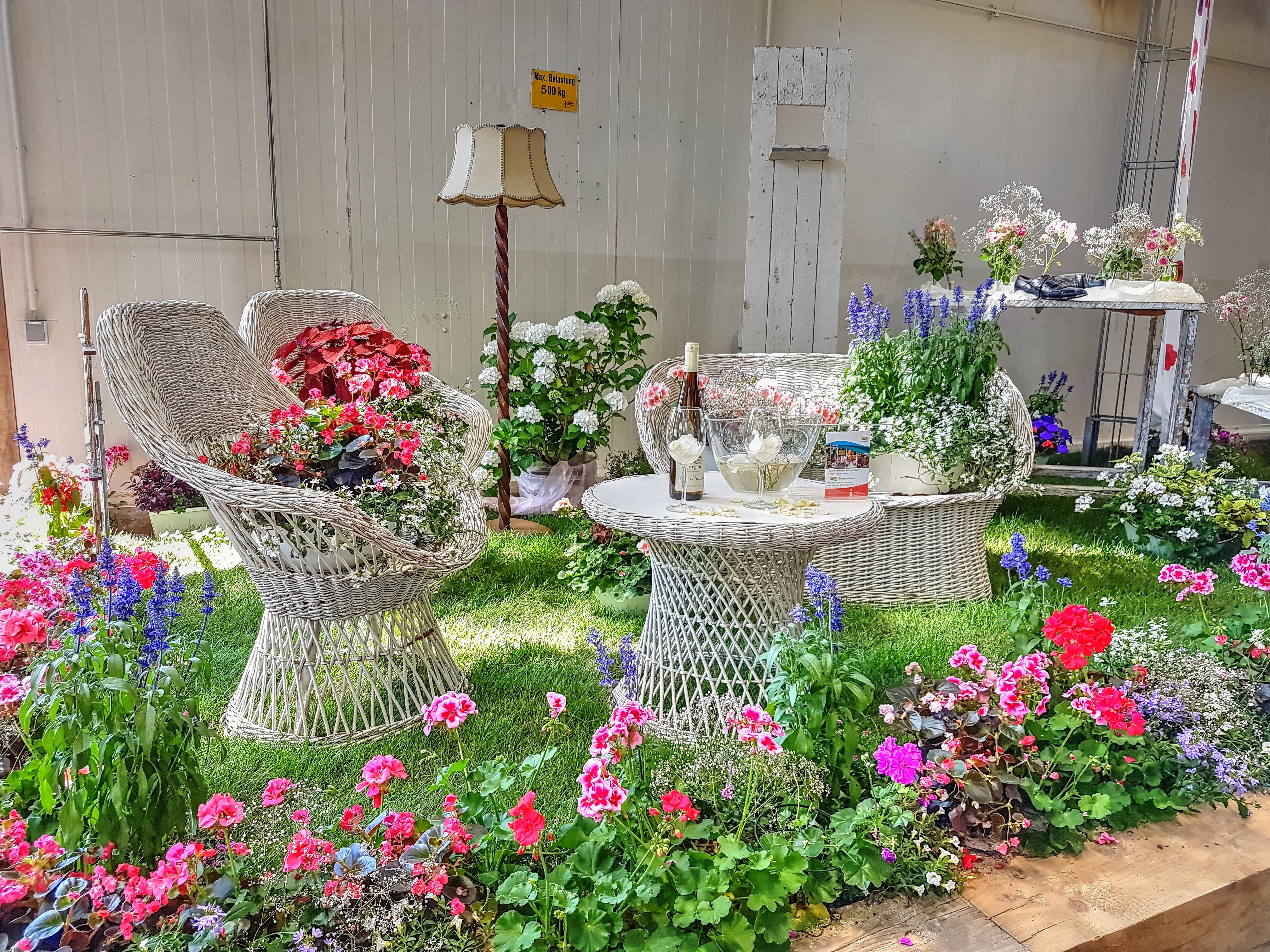
6. Blumenschau zum Thema "Rosen"
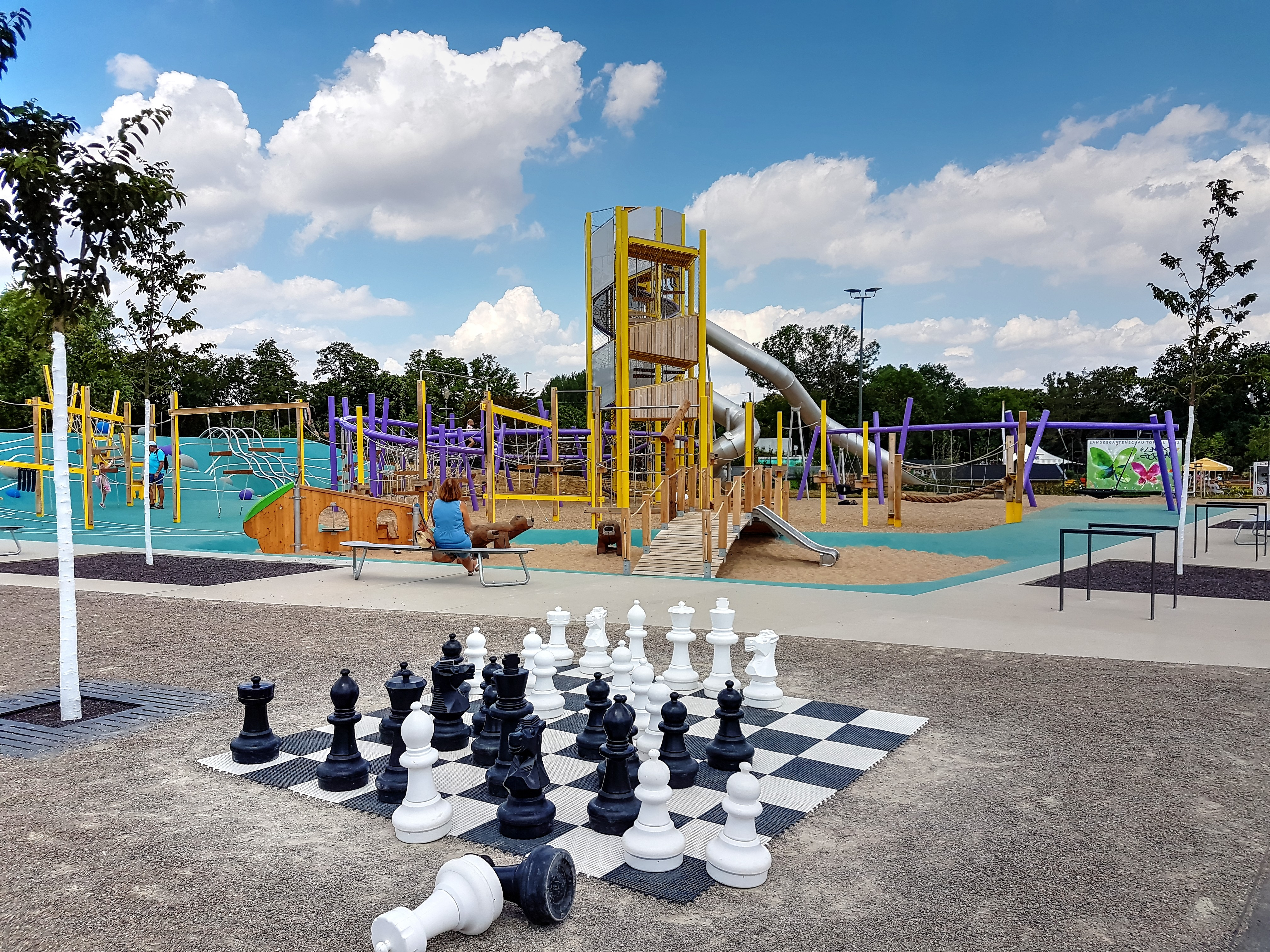
Kletterlandschaft im "Jungen Garten"
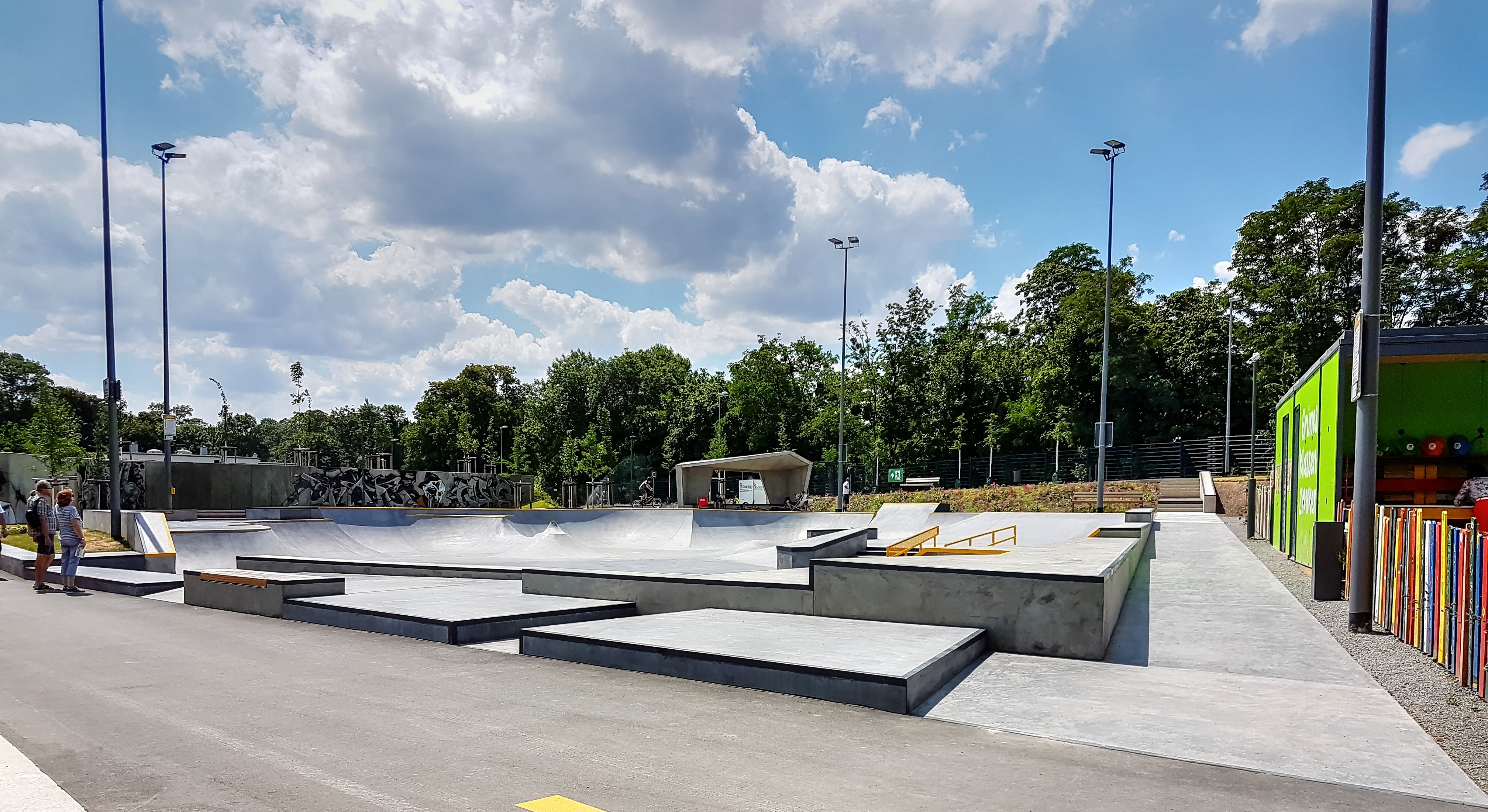
Skate-Park in der "Eichwiese"
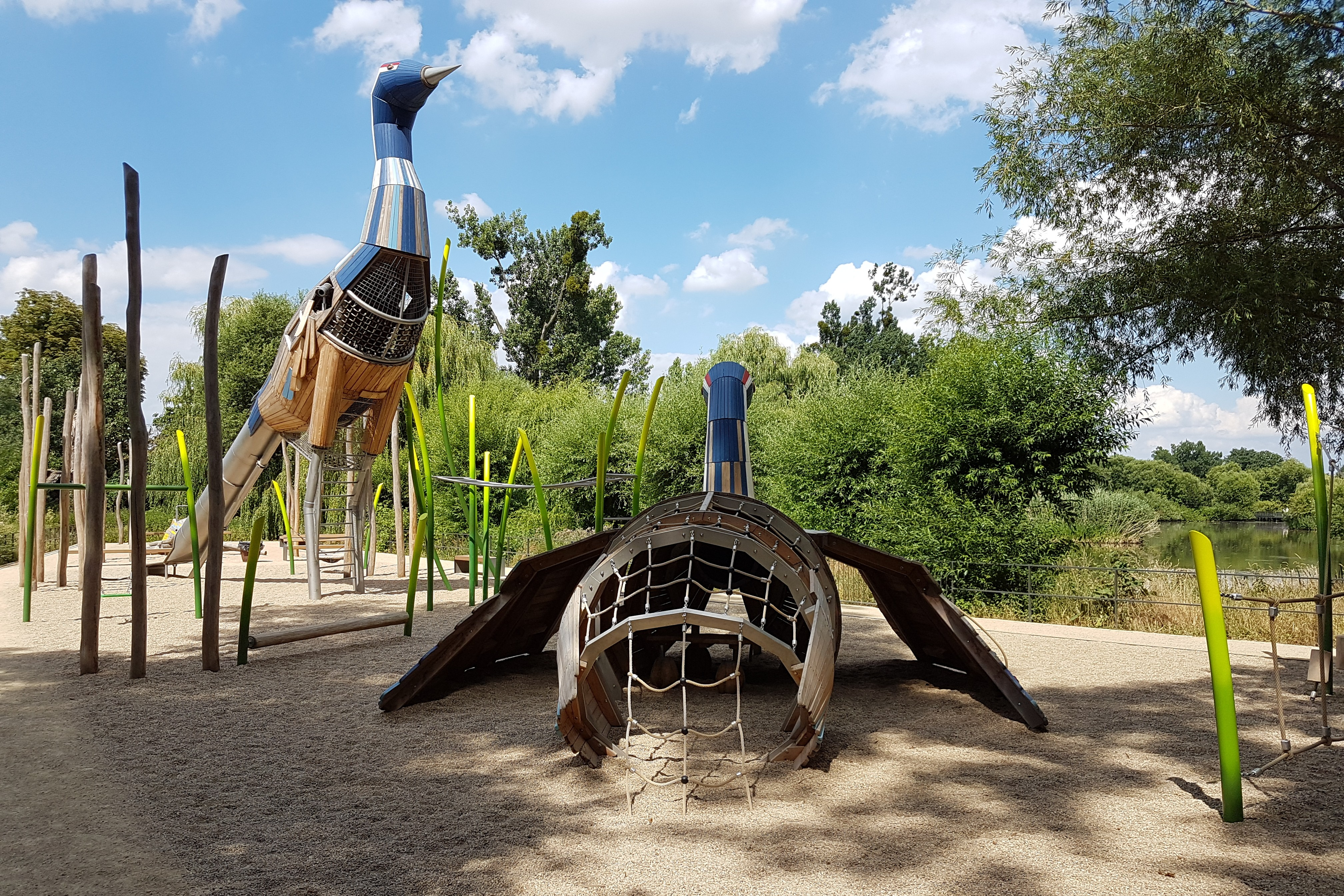
Kranich-Spielplatz im Stadtpark
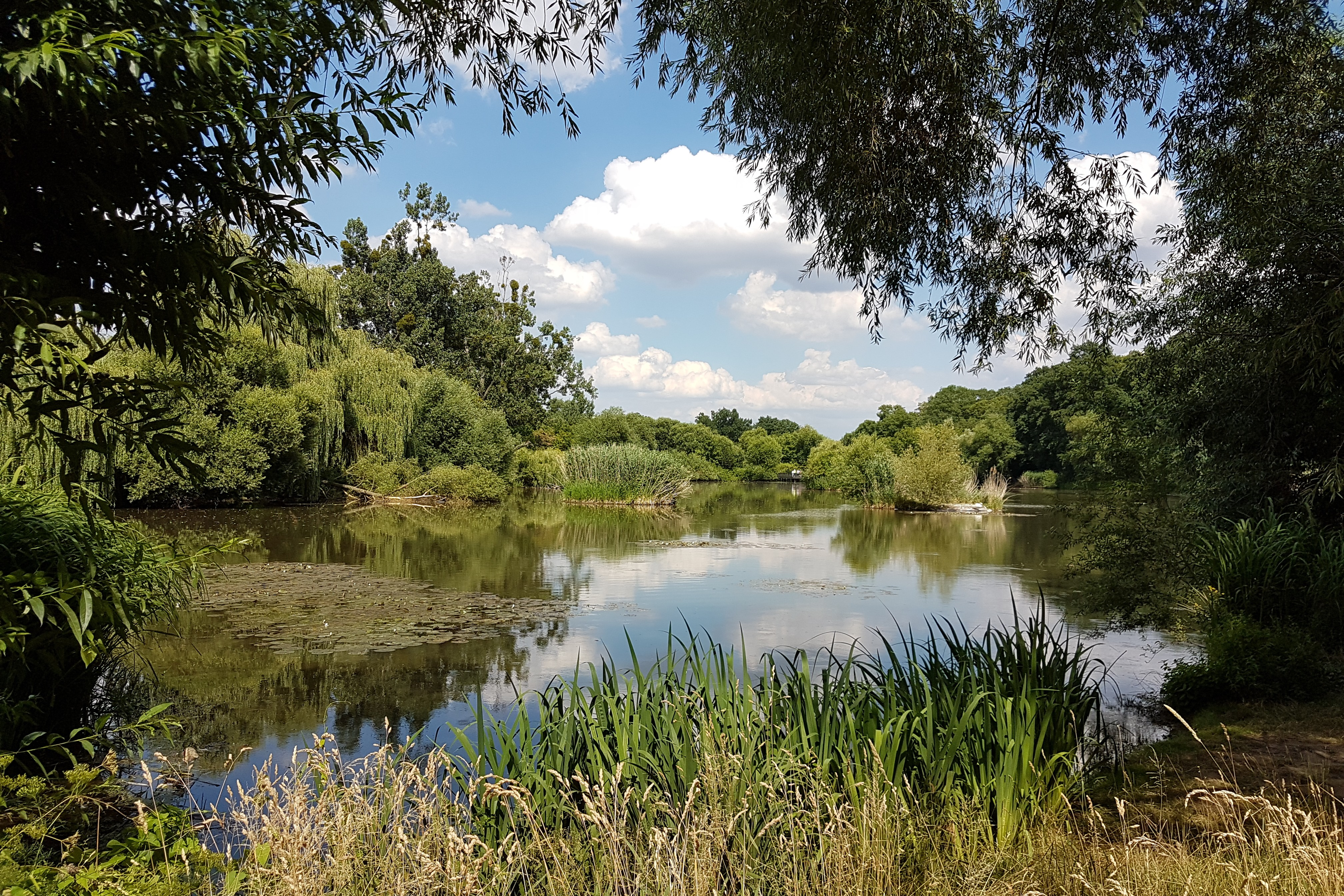
Blick über den kleinen See im Stadtpark
Panorama der "Eichwiese" (von links): MDR Sachsen-Garten, Skatepark, Grünes Klassenzimmer, Naturbühne und Heidegarten